# یک گام بزرگ به جلو
سیاست یک گام بزرگ به جلو (ترجمه فارسی دیگر: جهش بزرگ به پیش) یک تحول اجتماعی-اقتصادی بود که بین سال‌های ۱۹۵۸ تا ۱۹۶۰ توسط مائو زدونگ در چین به اجرا درآمد. در سال ۱۹۵۸، مائو رهبر چین، دورهٔ مشهور به جهش بزرگ به پیش را با اهداف غیر واقع‌بینانه برای افزایش دادن تولید صنعت شروع کرد. سیاست یک گام بزرگ به جلو همان‌گونه که امروزه به نظر می‌رسد (چه در چین و چه در دیگر کشورها) به عنوان یک شکست تلخ اقتصادی و یک فاجعه بزرگ انسانی تلقی می‌شود زیرا منجر به گرسنگی کشیدن و مرگ ۱۴ تا ۴۳ میلیون چینی شد.

## یک گام بزرگ به جلو

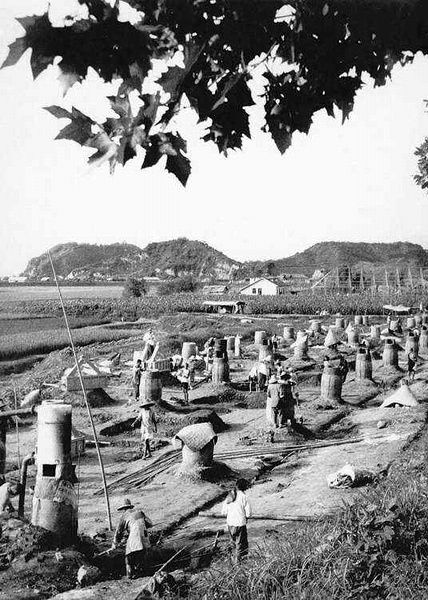
کوره‌های تولید آهن در مزرعه

یک گام بزرگ به جلو نامش را از طریق دوره دوم اصلاحات کسب کرد که میان سال‌های ۱۹۵۸ تا ۱۹۶۳ جریان داشت. اما امروزه این نام تنها به سه سال اول دوره دوم نسبت داده می‌شود. مائو از این سیاستش در ژانویه سال ۱۹۵۸ در شهر نانینگ پرده برداشت. ایده اساسی که پشت این سیاست مخفی شده بود، توسعه سریع بخش‌های کشاورزی و صنعت چین در یک زمان بود. امید آن‌ها به صنعتی کردن استفاده از صنایع سنگین و کارگران ارزان‌قیمت چینی بود و برای رسیدن به اینها مائو از ایده شوروی سابق برای ملی کردن و کار اشتراکی در سطحی وسیع تر و در سطح کمونها دفاع می‌کرد. یکی از اولین کمون‌های آزمایشی در شهر هنان در آوریل ۱۹۵۸ ایجاد شد. این کمون به صورتی کلی همه مالکیت شخصی افراد را نادیده می‌گرفت و برای تمام افراد قابلیت‌های اشتراکی مانند آشپزخانه اشتراکی ایجاد کرده بود.
به صورت شگفت‌آوری تا آخر همان سال نزدیک به ۲۵۰۰۰ کمون شکل گرفت که ۵۰۰۰ خانوار را در خود جای می‌دادند. این کمون‌ها خودکفا بودند و برای اداره آن‌ها از ساختار هماهنگی و همکاری استفاده می‌شد و جای مزد و پول را مسائل کاری گرفته بود. مائو می‌دید که چگونه محصولات کشاورزی و تولیدات فولادی در حال تحول و رشد هستند. او پیش‌بینی کرد که پس از اجرای گام بزرگ به جلو، چین می‌تواند ظرف پانزده سال فولادی بهتر از فولاد بریتانیا تولید کند. در اوت ۱۹۵۸ کمیته کمونیستی چین جلسه‌ای تشکیل داد و در مورد اضافه کردن ظرفیت کوره‌های فولاد در آن تصمیم‌گیری کرد و قرار شد که کوره‌ها را در حیاط‌های پشتی کارخانه‌ها نصب کنند تا به این ترتیب تولید فولاد را دوبرابر کنند.
بدون هیچ دانشی از فلزکاری مائو برپاسازی کوره‌های کوچک در حیاط‌های کمون‌ها را تشویق کرد و به این ترتیب تلاش‌های خستگی‌ناپذیر آنان، روستاییان بی‌سواد و کارگرها را به تولیدکنندگان فولاد تبدیل کرد ولی برای تغذیه کوره‌ها منطقه را از درخت و هر نوع چوب دیگری خالی کردند و کار به جایی رسید که حتی درها و وسائل روستاییان را نیز برای تغذیه کوره‌ها می‌آوردند. بسیاری از کشاورزان نیز برای کمک به تولید فولاد و آهن، کار کشتزارها را رها می‌کردند و به هر جایی که می‌شد در آن تولید فلزات را راه انداخت می‌رفتند؛ گاهی به کارخانه‌ها، گاهی به مدرسه‌ها و حتی در بیمارستان‌ها نیز همه مشغول تولید فلزات بودند.
به هرحال آهنی که تولید می‌شد بسیار کم کیفیت بود و سود اقتصادی بسیار کمی را فراهم می‌کرد. شخص مائو بی‌اعتمادی عمیقی به تحصیل‌کرده‌ها و وفای گروه‌های روستایی که در حرکت بودند داشت، به‌خصوص از این که می‌دانست تجربه تحصیل‌کرده‌ها در کاشت گل در کمون‌ها و دیگر مسائل، به دنبال چیز دیگری بجز آنچه خودش می‌خواست می‌گردد. به‌علاوه در یک دیدار از مراکز تولید فولاد فهمید که تولید فولاد و آهن با کیفیت تنها در مقیاس بزرگ و با سوخت مرتبط به آن یعنی زغال‌سنگ امکان‌پذیر است ولی به هر حال او هیچ‌گاه دستوری مبنی بر توقف تولید فولاد به روش کمون‌ها، نداد.
همچنین در سال ۱۹۵۸، مائو به عنوان بخشی از سیاست «یک گام بزرگ رو به جلو» علیه گنجشک‌ها اعلانِ جنگ کرد. طبق عقیده مائو گنجشک‌ها غلات مزرعه‌ها را می‌خورند و مردم را از حاصل کار و زحمتشان محروم می‌کردند. پس در کنار موشها، پشهها و مگسها، گنجشکها هم یکی از چهار گونه‌ای هستند که باید نابود شوند. مبارزه علیه گنجشک‌ها یکپارچه و کامل بود. هزاران نفر شروع به شلیک به گنجشک‌ها در آسمان کردند. لانه‌های گنجشک‌ها ویران شد، تخم‌هایشان شکسته شد و جوجه‌هایشان کشته شدند. کودکان نیز با شکار گنجشک‌ها با تیرکمان به مبارزات کمک می‌کردند. همچنین برای جلوگیری از فرود گنجشک‌ها به مزرعه‌ها، تمام اهالی شهر درحالی‌که ناقوس‌هایی را به صدا درمی‌آوردند و بر طبل‌های عظیمی می‌کوبیدند و فشفشه به هوا می‌فرستادند، به‌سوی حومه‌ها رژه می‌رفتند. عاقبت، جسد بی‌جان گنجشک‌ها از آسمان فروریخت.
آمار نفس‌گیر موفقیت‌های مبارزات علیه گنجشک‌ها، فی‌الفور به پناهگاهِ مائو در شهر ممنوعه ارسال شد. تنها در عرض یک روز، مردم شانگهای ۱۹۴۴۳۲ گنجشک را کشتند و در عرض یک‌سال بیش از یک میلیون گنجشک کشته شدند. عاقبت در سراسر چین گنجشک‌ها به مرز انقراض رسیدند. در همین زمان، ناگهان خطای مائو آشکار شد؛ معلوم شد گنجشک‌ها دقیقاً به اندازهٔ غلات، از حشراتی چون ملخ نیز تغذیه می‌کردند. وقتی در سال‌های ۱۹۶۰، ملخ‌ها شروع به نابودی محصولات کشاورزی کردند، جرائمِ گنجشک‌ها بخشوده شد و ساسها جای آن‌ها را در لیست دشمنان مردم گرفتند.
اما تا چند سال یکی از واردات چین از اتحاد شوروی گنجشک زنده بود تا دوباره تعادل را به طبیعت برگردانند و جمعیت حشرات را با افزایش تعداد گنجشکها کنترل کنند.
تلاش‌های اساسی به سرعت شکل می‌گرفت ولی در بسیاری از موارد نیز اصول غیر علمی کمیته‌ها و برنامه‌ریزی ضعیف باعث هدر رفتن بسیار از تلاش‌ها و منابع می‌شد. چندی از تأسیس کمون‌ها نگذشته بود که جریان‌های رادیکال شروع به فعالیت کردند و این جریانات زمانی بیشتر تقویت شدند که خبر بدنامی زیست‌شناس نامی شوروی تروفیم لیسنکو و گلهایش در همه جا پیچید و باعث نارضایتی کسانی شد که در کمون‌ها به تولید گل مشغول شده بودند. تأثیر اولیه یک گام بزرگ به جلو در همایش لوشان بررسی شد. برخلاف بسیاری از رهبران محافظه کار تنها کسی که بی باکانه شروع به حرف زدن در مورد طرح مائو کرد، مارشال پنگ دهای بود که پس از جلسه مائو او را از پستش به عنوان وزیر دفاع ملغی و بسیار او و حامیانش را نکوهش کرد. پس از آن این پست به دست لین بیائو افتاد کسی که تصفیه‌های سامانمند علیه حامیان پنگ را ترتیب داد.

## نتیجه اعمال این سیاست
تقریباً ۴۵ میلیون انسان در اثر گرسنگی و کار سنگین طی دورهٔ مشهور به جهش بزرگ به جلو جان خود را از دست دادند تا چین بتواند از غرب پیشی گیرد. دولت مائو در آن سال‌ها محصولات زراعی کشور را مصادره کرده و آن‌ها را به اروپای شرقی در برابر دریافت جنگ‌افزار و حمایت سیاسی صادر می‌کرد. مواد غذایی و پول همچنین برای حمایت از نهضت‌های ضد استعماری و کمونیستی به آسیا، آفریقا و آمریکای لاتین ارسال می‌شد. به تبع آن مبارزه قدرت (انقلاب فرهنگی چین) در سال‌های ۱۹۶۶ تا ۱۹۷۶ در حزب کمونیست چین شروع شد.
مائو در پاسخ به پیامدهای منفی این برنامه می‌گوید: «با این همه برنامه‌هایی که برای چین داریم شاید حتی نیمی از جمعیت چین جان خود را فدا کند، اگر نه نیم شاید یک سوم، یا یک دهم - ۵۰ میلیون انسان - اما شما نمی‌توانید وقتی انسان‌ها می‌میرند بیایید و مرا سرزنش کنید».
یک گام بزرگ به جلو، منجر به خسارت‌های زیادی برای چینی‌ها شد. این تغییر جهت نابخردانه انسان را قربانی رشد صنعتی کرد. بسیاری از آمارها نشان می‌دهند که در ایام قحطی حداقل چهارده میلیون چینی مردند و دیگر آمارها نیز حاکی از مرگ حداقل بیست تا حداکثر چهل و سه میلیون چینی می‌باشند. سه سال بین سال‌های ۱۹۵۹ تا ۱۹۶۲ در چین به سال‌های تلخ معروفند. این سه سال هم برای انسان و هم برای طبیعت سال‌هایی تلخ به‌شمار می‌آیند.